# Asemostera pallida
Asemostera pallida là một loài nhện trong họ Linyphiidae. Loài này được phát hiện ở Peru.